# Allan McGregor
Allan McGregor (Edimburgo, Escocia, 31 de enero de 1982) es un exfutbolista escocés que jugaba como portero y se retiró en el Rangers F. C.

## Selección nacional
Fue internacional con la selección de fútbol de Escocia en 42 ocasiones entre los años 2007 y 2018.

## Clubes
| Club                                | País       | Año       |
| ----------------------------------- | ---------- | --------- |
| Rangers F. C.                       | Escocia    | 2001-2012 |
| St. Johnstone F. C. (cedido)        | Escocia    | 2004-2005 |
| Dunfermline Athletic F. C. (cedido) | Escocia    | 2005-2006 |
| Beşiktaş J. K.                      | Turquía    | 2012-2013 |
| Hull City A. F. C.                  | Inglaterra | 2013-2018 |
| Cardiff City F. C. (cedido)         | Gales      | 2017      |
| Rangers F. C.                       | Escocia    | 2018-2023 |

## Palmarés

### Títulos nacionales
| Título                     | Club          | País    | Año  |
| -------------------------- | ------------- | ------- | ---- |
| Copa de la Liga de Escocia | Rangers F. C. | Escocia | 2002 |
| Copa de Escocia            | Rangers F. C. | Escocia | 2002 |
| Copa de la Liga de Escocia | Rangers F. C. | Escocia | 2003 |
| Copa de Escocia            | Rangers F. C. | Escocia | 2003 |
| Copa de la Liga de Escocia | Rangers F. C. | Escocia | 2008 |
| Premier League de Escocia  | Rangers F. C. | Escocia | 2009 |
| Copa de Escocia            | Rangers F. C. | Escocia | 2009 |
| Copa de la Liga de Escocia | Rangers F. C. | Escocia | 2010 |
| Premier League de Escocia  | Rangers F. C. | Escocia | 2010 |
| Copa de la Liga de Escocia | Rangers F. C. | Escocia | 2011 |
| Premier League de Escocia  | Rangers F. C. | Escocia | 2011 |
| Scottish Premiership       | Rangers F. C. | Escocia | 2021 |
| Copa de Escocia            | Rangers F. C. | Escocia | 2022 |